# MTU-20

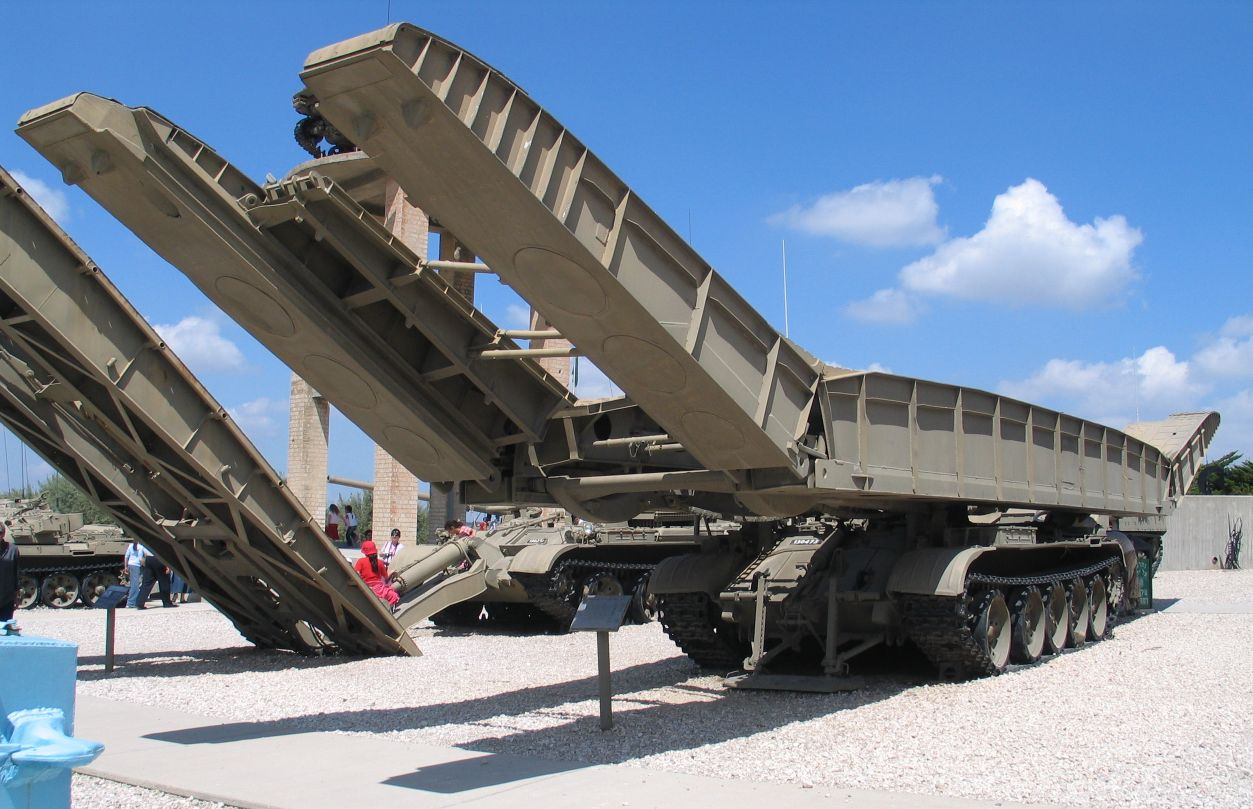
MTU-20 exposé au musée Yad la-Shiryon, en Israël.

Le MTU-20 est un véhicules blindés porteurs de ponts soviétique développés à partir du châssis du char moyen T-55 au bureau de conception technique des transports d'Omsk.
Par rapport à l'engin lance-ponts soviétique T-34 Brückenlegepanzer, le pont métallique à travée unique est allongé à 20 mètres et permet de franchir des obstacles de 18 mètres. Pour réduire le poids excessif des extrémités et assurer la stabilité du véhicule, les parties arrière et avant du pont se replient de 180° sur le sommet de la partie centrale.
Ce véhicule a été construit en quantités importantes et exportés dans de nombreux pays.